# Йего, Хиллари
Хиллари Кипсанг Йего — кенийский легкоатлет, который специализируется в беге на 3000 метров с препятствиями. Чемпион мира среди юношей 2009 года в беге на 2000 метров с препятствиями — 5.25,33.
Победитель соревнований World Challenge Beijing 2013 года с результатом 8.09,17. 29 сентября 2013 года стал победителем марафона Ripples Meru County Marathon в Мерю, показав время 2:16.51.

## Сезон 2014
9 мая занял 5-е место на Qatar Athletic Super Grand Prix — 8.09,07. 11 мая занял 5-е место на Пражском марафоне с результатом 2:12.55.

## Достижения
Бриллиантовая лига
- 2013:  Shanghai Golden Grand Prix – 8.03,57
- 2013:  ExxonMobil Bislett Games – 8.09,01
- 2013:  DN Galan – 8.09,81
- 2013:  Weltklasse Zurich – 8.08,03